# كهنة دة (كرج)
كهنة دة هي قرية في مقاطعة كرج، إيران. يقدر عدد سكانها بـ 168 نسمة بحسب إحصاء 2016.